# Большой Харитоньевский переулок
Большо́й Харито́ньевский переу́лок — переулок в Басманном районе Центрального административного округа города Москвы. Проходит от Чистопрудного бульвара до Садовой-Черногрязской улицы, южнее Мясницкой улицы. К Большому Харитоньевскому переулку примыкают с нечётной (северной) стороны Гусятников, Малый Харитоньевский, Большой Козловский переулки, с чётной (южной) стороны улица Жуковского, улица Чаплыгина и Малый Козловский переулок.
Назван по храму Харитония Исповедника в Огородной слободе (1654), снесённому в 1935 году. Прежде был известен также по фамилиям домовладельцев как Козловский, или Хомутовский переулок (Хомутовка).

## История
В XVII веке на месте переулка лежала дворцовая Огородная слобода (см. переулок Огородная Слобода). В этой крупнейшей московской слободе в 1679 насчитывалось 373 двора огородников, и десятки дворов прочего люда, включая «немецкого пономаря» (включенный в перепись 1638, позднее «немец» исчезает из поля зрения). Слободу обслуживали три прихода — Харитония Исповедника (центр слободы), Николы в Мясниках и Трёх Святителей.
Во второй половине XVII века на окраине слободы были выстроены белокаменные палаты Алексея Волкова (№ 21). В 1727 Пётр II Алексеевич пожаловал палаты князю и подполковнику Преображенского полка Г. Д. Юсупову; после пожара 1737 года вслед за Юсуповыми в переулок пришли Бестужевы-Рюмины и прочая знать. Юсуповы владели палатами до 1917 года, а заодно и округлили владения землями по чётной стороне переулка. Расцвет усадьбы пришёлся на первую четверть XIX века, когда ей владел Н. Б. Юсупов, а по соседству владели домами Шуваловы, Измайловы и граф Санти.
Здесь квартировали Адам Мицкевич и И. И. Дмитриев, а в 1801—1808 в Большом Харитоньевском переулке жила семья С. Л. Пушкина:
- 1801—1802 — в доме Волкова (на месте № 2)
- 1802—1803 — в деревянном флигеле дома Юсупова (на месте одного из нынешних корпусов дома № 24)
- 1803—1807 — в доме графа Санти (на месте № 8)
- 1808—1808 — в доме князя Одоевского на углу Малого Козловского переулка.

Все упомянутые дома и Юсуповские сады сгорели в пожар 1812 года. Впоследствии, Пушкин «поселил» на углу Малого и Большого Харитоньевского переулков тётку Татьяны Лариной.
Когда-то вся левая, нечётная сторона Малого Козловского переулка составляла одно владение, которое в 1804 году приобрела жена князя Ф. С. Одоевского. В  1895 году для благотворительных целей построили два здания: Ксениевский (№1, арх. М. К. Геппенер) и Долгоруковский приюты (№3, арх. Д. В. Шапошников). в 1919—1922 гг. здесь находится Академия воздушного флота. Здесь на попечении своего дяди генерала Д. А. Закревского, провёл детство рано потерявший отца Владимир Одоевский.
Большой дом Юсупова (№ 24) в 1839 отошёл к казне и в нём был устроен работный дом для нищих и бродяг. Несмотря на старания городской администрации повысить «престиж» заведения, в 1913 только 54 % постояльцев жили в нём добровольно — остальные отрабатывали принудительные работы. В 1877 при работном доме появилось детское отделение, а в 1895 для приюта и было выстроено двухэтажное здание на углу Малого Козловского переулка.

## Примечательные здания и сооружения

### По нечётной стороне
- № 3/13 — доходный дом Тестова (1910, архитектор О. Г. Пиотрович). В доме жил электротехник Я. Ф. Каган-Шабшай[1].
- № 9 — жилой дом (1927, архитектор В. Е. Дубовской). В 1950-х годах в доме жила актриса Рина Зелёная[2]. В рамках гражданской инициативы «Последний адрес» на доме установлен мемориальный знак с именем служащего Израиля Абрамовича Майзеля[3], расстрелянного в годы сталинских репрессий. Согласно базам данных правозащитного общества «Мемориал» как минимум 7 жильцов этого дома были расстреляны в годы террора[4]. Число погибших в лагерях ГУЛАГа не установлено[значимость факта?].
- № 9/12 — памятник-бюст С. А. Чаплыгину. Выполнен скульптором З. М. Виленским и архитектором Ю. И. Гольцевым. Установлен в 1960 году[5].
- № 13/9 — памятник Н. А. Некрасову (скульптор И. М. Чайков, архитектор А. А. Усачёв). С 2011 года находится у здания филиала Центральной библиотеки города Москвы на Космодамианской набережной, 4/22.
- № 17/13 — Палаты дьяка Андреяна Ратманова. Построены в конце XVII века, перестроены во второй половине XVIII века.
- № 19, строение 1 — главный дом усадьбы А. В. Прокофьева, Н. Б. Юсупова, нач. XIX в. Был снесён и перестроен из бетона в 2015 году[6][7].
- Здание РАНХиГС (на месте, где ранее была школа № 613, а до неё — церковь Харитона Исповедника)№ 21 — жилой дом конца XIX века[8].
- № 21, строение 4 — Палаты Волковых-Юсуповых, XVII—XIX век. Дворец Н. Б. Юсупова. Старейшее на сегодняшний день московское здание, связанное с жизнью А. С. Пушкина. Включают ограду и хозяйственные службы 1895, арх. Н. В. Султанов. В конце XIX в. западный корпус был надстроен третьим этажом, арх. В. Д. Померанцев.[9]. В 1900-е годы ремонт и реставрацию дома осуществил архитектор П. В. Харко[10].
- № 23 — сохранившийся «старомосковский» каменный забор, разукрашенный во всегда яркие цвета.
- № 25/10 — жилой дом XVIII—XIX веков.

### По чётной стороне
- № 4 — Лицей НИУ ВШЭ (ранее — школа № 310). Здание построено по типовому проекту Л. А. Степановой 1950 года.
- № 8 — Доходный дом (1891, архитектор Н. В. Карнеев)
- № 10 — Доходный дом Грибова (1887). В этом доме 13 (26) февраля 1902 года родился Николай Петрович Старостин, основатель всесоюзного ДСО Промкооперации Спартак и патриарх ФК «Спартак» (Москва).[11]
- № 12А — Доходный дом (1911, архитектор Г. А. Гельрих). В доме жили учёный Е. А. Чудаков (в конце 1920-х годов) и живописец А. В. Васнецов[12][13].
- № 14 — доходный дом С. Е. Шугаева (1912, архитектор И. Г. Кондратенко)[8]
- № 16-20 — дома первой половины XIX века «на реконструкции»
- № 16 — Доходный дом Р. Г. Кравец (1910, архитектор Г. А. Гельрих)
- № 18 — Доходный дом (1910, архитектор П. П. Крюков)
- № 20/2 (во дворе) — Главный дом усадьбы А. В. Прокофьева (жилой флигель усадьбы Н. Б. Юсупова), архитектор Иванов (?), 1791, 1880[8].

19 марта 2017 года на фасаде дома была установлена мемориальная табличка «Последний адрес» инженера Анатолия Николаевича Куракина.
- № 22/1 — Городской детский приют (1895, архитектор М. К. Геппенер), позднее — жилой дом. В 1927—1953 годах здесь жил учёный в области машиноведения и автомобильной техники, академик Е. А. Чудаков[15].
- № 24 — бывший крепостной театр Юсуповых, начала XIX века; с 1839 г. — Московский Работный дом.
- № 24, строения 1А, 1Б — Городская усадьба Н. С. Фатьянова, А. С. Ланггауза, Н. Д. Стахеева (сер. XVIII—нач. XX вв.: главный дом, кон. 1740—нач. 1850-х гг., 1878, архитектор С. В. Соколов; 1886, архитектор М. Ф. Бугровский)[8]
- № 24 стр. 2 — Городской дом трудолюбия им. М. А. и С. Н. Горбовых, построен в 1895—1896 по проекту И. П. Машкова архитектором Н. И. Якуниным. До революции в здании размещалось Городское присутствие по разбору и призрению нищих[16].
- № 26/12 — Институт глазных болезней (начало XX века), здания Яузской полицейской части XVIII—XIX веков

## Переулок в литературе
```
В сей утомительной прогулке
Проходит час-другой, и вот
У Харитонья в переулке
Возок пред домом у ворот
Остановился.
А. С. Пушкин, «Евгений Онегин», гл. VII
```

```
И часто я украдкой убегал
В великолепный мрак чужого сада,
Под свод искусственно-порфирных скал...
А. С. Пушкин, «В начале жизни помню я..» — о саде Юсуповых
```

## Транспорт
- Станция метро «Чистые пруды» (начало)
- Станция метро «Красные Ворота» (конец)